# Uniunea Internațională pentru Conservarea Naturii
Uniunea Internațională pentru Conservarea Naturii (denumire oficială în engleză International Union for Conservation of Nature sau franceză Union internationale pour la conservation de la nature, acronim frecvent, IUCN) este o organizație internațională fondată în octombrie 1948 dedicată conservării resurselor naturale.  
A fost fondată în 1948 și are sediul în Elveția, în localitatea Gland de pe malul lacului Geneva. IUCN reunește 83 de state, 108 agenții guvernamentale, 766 organizații neguvernamentale și circa 10.000 de experți și oameni de știință din țările întregii lumi.

## Misiune
Misiunea IUCN este să influențeze, să încurajeze și să asiste societățile din întreaga lume pentru a conserva integritatea și biodiversitatea naturii și să asigure ca orice utilizare a resurselor naturale să fie echitabilă și sustenabilă din punct de vedere ecologic.

## Structură organizatorică
Uniunea are trei componente: 
- organizațiile membre;
- 6 comisii științifice;
- secretariatul profesional.

### Comisii
Există șase comisii care evaluează resursele naturale ale lumii și îi furnizează Uniunii un know-how sănătos și consiliere privind politici privind probleme de conservare:
1. Comisia pentru managementul ecosistemelor;
2. Comisia pentru educație și comunicare;
3. Comisia pentru politici de mediu, economice și sociale;
4. Comisia pentru legislația mediului;
5. Comisia pentru supraviețuirea speciilor;
6. Comisia mondială pentru zonele protejate.

### Secretariat
Membrii și comisiile conlucrează cu un secretariat profesional, care constă din peste 1.000 persoane din 62 de țări diferite. În 2 ianuarie 2007 a fost aleasă ca director general doamna Julia Marton-Lefèvre, expertă mondială și lideră în probleme de dezvoltare și conservare. I-a urmat lui Achim Steiner, care fusese numit în iunie 2006 director executiv al Programului de mediu al Națiunilor Unite (UNEP).

## Contribuții
Printre principalele produse și servicii ale IUCN se află și:
- Comisia mondială pentru arii protejate (WCPA).
- Lista roșie a IUCN cu speciile în pericol.